# Astathes gemmula
Astathes gemmula är en skalbaggsart som beskrevs av Thomson 1865. Astathes gemmula ingår i släktet Astathes och familjen långhorningar.
Artens utbredningsområde är Sulawesi. Inga underarter finns listade.